# متیو گومز
متیو گومز (انگلیسی: Mathieu Gomes؛ زادهٔ ۶ مارس ۱۹۸۵) بازیکن فوتبال اهل فرانسه است.
از باشگاه‌هایی که در آن بازی کرده‌است می‌توان به باشگاه فوتبال یووه استابیا اشاره کرد.